# Ихваны

Флаг ихванов

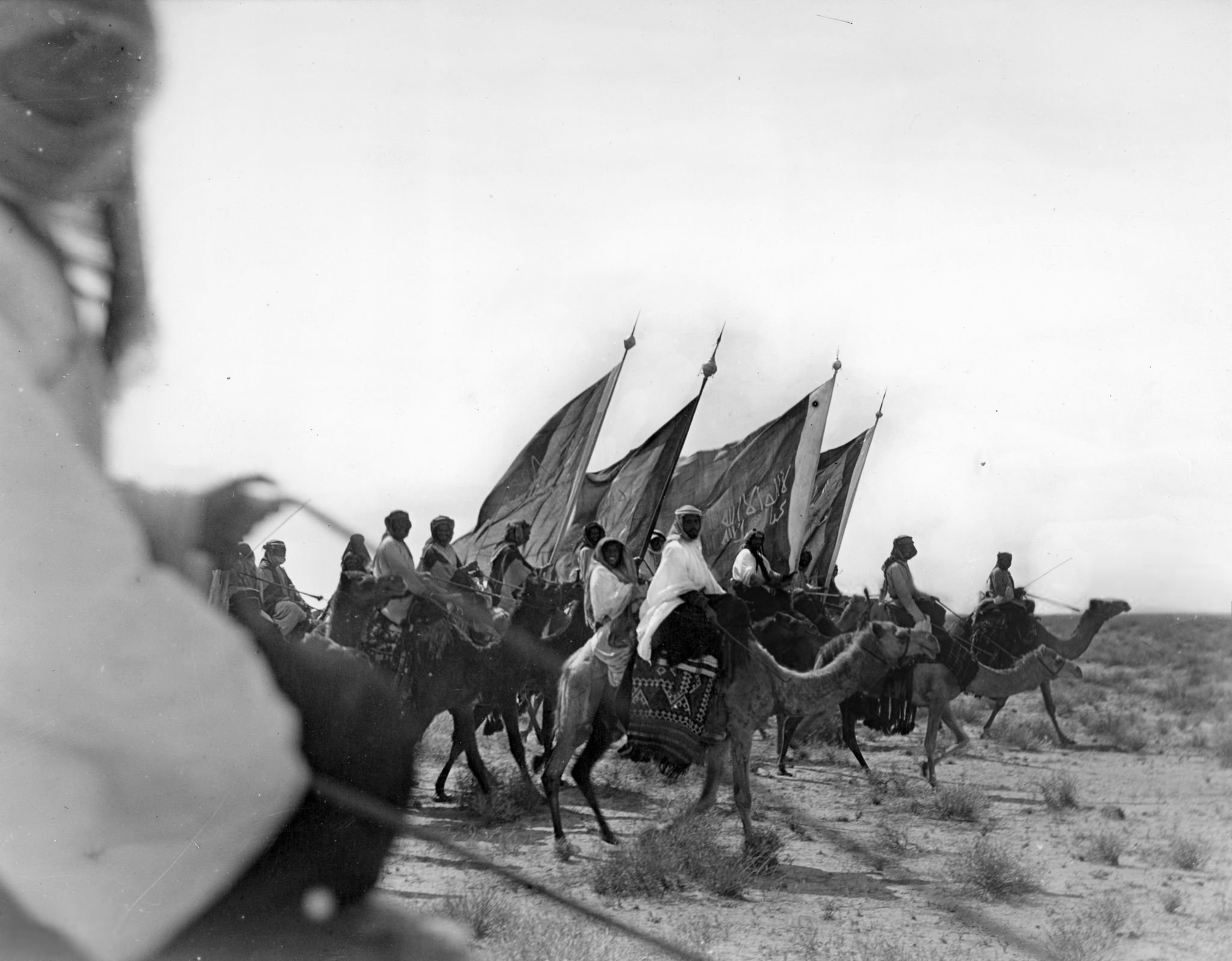

Ихва́ны (араб. الإخوان‎, аль-Ихван — «Братья» или араб. إخوان من أطاع الله‎, Ихван ман ата’ Аллах — «Братья покорных Аллаху») — исламское религиозное военное ополчение, которое представляло собой главную военную силу первого правителя Саудовской Аравии Абдул-Азиза ибн Сауда (ещё до объединения страны) и сыграло ключевую роль в становлении его в качестве правителя большей части Аравийского полуострова при создании Саудовской Аравии, путём объединения различных территорий и племён.
Ихваны состояли из ополченцев бедуинских племен. По определению Уилфреда Тезигера, это воинствующее религиозное братство, заявляющее, что его члены посвятили свои жизни «очищению и объединению ислама». Действия этого движения были направлены на уничтожение силы традиционной племенной системы и поселение бедуинов вокруг колодцев и оазисов, так как они считали, что кочевой образ жизни несовместим в полной мере с заветами ислама. Абдул-Азиз ибн Сауд пришёл к власти только благодаря поддержке этого движения.
В 1920 году ихваны вторглись на территорию Кувейта, но 10 октября 1920 года были разгромлены у Эль-Джахры и были вынуждены покинуть территорию Кувейта.
Ихваны совершали набеги на Трансиорданию в период с 1922 года по 1924 год.
Позже ихваны восстали: они обвинили Ибн Сауда в «религиозной распущенности», когда он запретил им рейды в соседние государства. После завоевания Хиджаза в 1926 и Асира в 1928 году все территории, ныне составляющие саудовское государство, оказались под контролем Ибн Сауда, и монарх оказался в конфликте с ихванами. Он окончательно разбил их силы в битве при Сабилии в 1930 году, после чего ихванские лидеры повстанцев сдались британцам, а это ополчение было преобразовано в Национальную гвардию Саудовской Аравии. Впоследствии ихванская верхушка была уничтожена, а остальные в итоге были включены в регулярные саудовские войска. Султан ибн Баджад, один из трёх главных лидеров ихванов, был убит в 1931 году, а Фейсал аль-Давиш умер в тюрьме в Эр-Рияде 3 октября 1931 года из-за, как было объявлено, больного сердца.
Повстанцы, участвовавшие в теракте в Мекке в 1979 году, называли себя «аль-Ихван», оправдывая тем самым захват как средство освобождения королевства от того, что они считали «западным отступничеством». Их возглавил Джухайман аль-Отайби, что стало отголоском обвинения, выдвинутого его отцом в 1921 г. против бывшего саудовского короля. Захват и его последствия привели к усилению власти и влияния консервативных клерикалов на политическую, культурную и социальную жизнь Саудовской Аравии, что положило конец сравнительно умеренному (в то время) отношению королевства к модернизации и вестернизации.